# Ivor Cutler
Ivor Cutler (15 de enero de 1923 – 3 de marzo de 2006) fue un poeta, cantautor y humorista escocés. Se hizo popular debido a sus frecuentes apariciones en la radio de la BBC, sobre todo por las actuaciones emitidas en el influente programa de radio de John Peel, y más tarde en el de Andy Kershaw. Apareció en la película Magical Mystery Tour de los Beatles (1967) y en los programas televisivos de Neil Innes. Cutler también escribió libros, tanto para niños como para adultos, y fue profesor en la escuela de Summerhill, fundada por A. S. Neill y durante treinta años seguiría ejerciendo la enseñanza en colegios de Londres.
Tanto en sus conciertos en directo como en sus discos, Ivor Cutler solía tocar un harmonium, que acompañaba con su voz. Phyllis King aparece en gran parte de sus canciones, recitando poesía, y también apareció, durante unos años, en sus conciertos. Phyllis solía leer pequeñas frases incluidas en diálogos, aunque también se encargó de leer algunos cuentos cortos. Los dos aparecieron en una serie de la radio de la BBC, King Cutler, en la que exponían su material poético, tanto juntos como por separado. Es conocido que Ivor Cutler y Phyllis King tuvieron una relación muy larga, pero no llegaron a casarse, ni siquiera a vivir juntos. Cutler también colaboró con el pianista Neil Ardley y con el cantante Robert Wyatt.
Cutler era anti-intelectual, y era conocido por sus excentricidades. Vestía con un estilo propio que incluía pantalones capri y sombreros llenos de chapas, solía moverse en bicicleta y a veces utilizaba etiquetas adhesivas que él mismo imprimía y repartía a los viandantes (etiquetas conocidas como "Cutlerismos"). Una de ellas decía: "Dé cada paso 15 pulgadas más largo y salve el 4½ por ciento de los insectos". Otras, como "Por favor, ignorar", iban incluidas en su correspondencia.
La mayoría de los poemas y canciones de Ivor Cutler son conversaciones en forma de monólogo, que adoptan parte del estilo infantil de Cutler y parte de su intencionada "renuncia al intelecto". Cutler describe la pobreza y el abandono que sufrió por parte de sus padres y que, según él, afrontó con gran estoicismo. En sus poemas y canciones se centra en la alegría y la gratitud por los pequeños placeres de la vida, la naturaleza y el amor, temas que le permiten acercarse al amor que profesa, en particular, hacia su madre. Cutler recitó sus poemas con un acento escocés muy rústico y sereno, lo que, combinado con las historias absurdas que contaba le convirtió en un artista de culto. John Peel afirmó una vez que Cutler había sido probablemente el único artista en aparecer en los canales de Radio 1, 2, 3 y 4. Cutler fue miembro de la "Sociedad para acabar con el ruido" y de la "Sociedad por la eutanasia voluntaria". Dejó de actuar en 2004, y murió el 3 de marzo de 2006. El recibidor de su casa contiene varios muebles de "Ivorcutlería", estilo creado por él a partir de un juego de palabras con su nombre.

## Biografía
Ivor Cutler nació en Glasgow el 15 de enero de 1923, a 100 yardas del campo de fútbol de los Glasgow Rangers (Ibrox Stadium), en el seno de una familia judía de clase media, proveniente de Europa del este. Su abuelo era un vendedor ambulante de gorras para hombres, y su padre derivó en la venta de muebles y cubertería. Bajo la ortodoxia judía de sus padres llegaría a entender el lenguaje como algo aburrido: "Para mí el lenguaje se convirtió en algo aburrido. Me gustaba el sonido incomprensible de las palabras de otros idiomas". Hostigado por profesores antisemitas en la escuela por no ser un "verdadero escocés", fue azotado con la correa en torno a 200 veces por, según los maestros, no ser capaz de escribir.
Cutler considera su infancia como la fuente de todo su temperamento artístico, especialmente debido a la falta de atención que recibió con el nacimiento de su hermano pequeño: "Sin esto no habría estado tan jodido como lo estoy, y por tanto no sería tan creativo". En 1939 Cutler fue evacuado a la ciudad de Annan. Se unió a la Royal Air Force como piloto en 1942, de donde lo despidieron por su "ensimismamiento". Se mudó a Londres cuando fue admitido por la Inner London Education Authority como profesor de música, danza, teatro y poesía para niños de 7 a 11 años. Cutler, que valoraba a ultranza la humanidad, se mostró en contra de métodos como el castigo corporal. Muestra de ello es que, al dejar un trabajo de profesor que le ocupó en los años cincuenta, cortó en pedazos su Tawse y repartió las piezas a sus alumnos. Se casó y tuvo dos hijos.

## Carrera musical
Cutler empezó a escribir canciones y poemas en la década de 1950, haciendo su primera aparición radiofónica en la Home Service de la BBC. Apareció en Monday Night at Home, programa que se emitió 38 veces entre 1959 y 1963. Este éxito desembocó en una serie de grabaciones, empezando por el disco Ivor Cutler of Y'Hup (1959). Cutler continuó apareciendo en programas de la BBC durante los años 1960, y tras su aparición en el programa de televisión Late Light Line-Up fue descubierto por Paul McCartney, que invitó a Culter a aparecer en la película Magical Mystery Tour de los Beatles. En la película, Culter actúa como el conductor Buster Bloodvessel, quien se enamora pasionalmente de la tía de Ringo Starr. Tras esta pequeña aparición, Culter grabó su segundo disco, Ludo (1967), que fue producido por George Martin, productor habitual de los Beatles, e interpretado por el Trío Ivor Cutler Ivor Cutler Trio, formado por el propio Cutler, el bajista Gill Lyons y el percusionista Trevor Tomkins. Este disco, con influencias del jazz tradicional y del boogie-woogie, muestra a un Cutler tan diestro con el piano como con su tradicional harmonium, y está considerado como el más tradicional (musicalmente hablando) de sus álbumes.
Ludo no tuvo tanto éxito comercial como su primer LP, y tras su lanzamiento, Cutler continuó trabajando para la radio de la BBC. Cutler grabó lo que sería su primera colaboración con John Peel, en 1969. El trabajo de Cutler en los programas de John Peel lo introduciría a un público entre el que surgirían numerosos seguidores. A principios de los años 1990, Ivor Cutler diría: "Gracias a Peel he ganado una nueva audiencia, para la sorpresa de mis seguidores más antiguos, que se verán rodeados de personas de entre 16 y 35 años, y se preguntarán de dónde han salido".

## Discografía
- Ivor Cutler of Y'Hup EP (1959)
- Who Tore Your Trousers? (1961)
- Get Away from the Wall EP (1961)
- Ludo (1967)
- Dandruff (1974)
- Velvet Donkey (1975)
- Jammy Smears (1976)
- Life in a Scotch Sitting Room, Vol. 2 (live) (1978)
- Privilege (album)|Privilege (1983)
- Prince Ivor (1986)
- Gruts (1986)
- Peel Sessions EP (1989)
- A Wet Handle (1997)
- A Flat Man (1998)
- An Elpee and Two Epees (2005)

## Obras
Poesía
- Many Flies Have Feathers (1973). Trigram Press.
- A Flat Man (1977). Trigram Press. ISBN 0-85465-053-9
- Private Habits (1981). Arc Publications. ISBN 0-902771-89-2
- LARGE et Puffy (1984). Arc Publications. ISBN 0-902771-70-1
- Fresh Carpet (1986). Arc Publications. ISBN 0-902771-68-X
- A Nice Wee Present from Scotland (1988). Arc Publications. ISBN 0-902771-73-6
- A Fly Sandwich and Other Menu (1991). Methuen. ISBN 0-413-65940-2
- Is That Your Flap, Jack? (1992). Arc Publications. ISBN 0-946407-76-2
- A Stuggy Pren (1994). Arc Publications. ISBN 0-946407-94-0
- A Wet Handle (1996). Arc Publications. ISBN 1-900072-06-8
- South American Bookworms (1999). Arc Publications. ISBN 1-900072-35-1
- Scots Wa' Straw (2003). Arc Publications ISBN 1-900072-94-7

Prosa
- Cockadoodledon't!!! (1966). Dennis Dobson.
- Life in a Scotch Sitting Room, Vol.2 (1984). Methuen. ISBN 0-413-73580-X
- Gruts (1986). Methuen. ISBN 0-413-40810-8
- Fremsley (1987). Methuen. ISBN 0-413-15540-4
- Glasgow Dreamer (1990). Methuen. ISBN 0-413-73600-8

Libros infantiles
- Meal One. Armada Lions.
- Balooky Klujypop. (1975) Heinemann.
- The Animal House. Armada Lions.
- The Vermillion Door (1984). Walker Books.
- The Pomegranate Door (1984). Walker Books.
- Herbert the Chicken (1984). Walker Books.
- Herbert the Elephant (1984). Walker Books.
- Herbert the Questionmark (1984). Walker Books.
- Herbert the Herbert (1984). Walker Books.
- One and a Quarter (1987). ISBN 0-233-98060-1
- Herbert: 5 Stories (1988). Walker Books. ISBN 0-7445-4778-4
- Grape Zoo (1991). Walker Books. ISBN 0-7445-2327-3
- Doris the Hen (1992). Heinemann. ISBN 0-434-93354-6
- The New Dress (1995). The Bodley Head. ISBN 0-370-31873-0

Otros
- Befriend a Bacterium: Stickies by Ivor Cutler (1992). Pickpocket Books. ISBN 1-873422-11-3 (Colección de pegatinas que Ivor Cutler solía repartir a la gente).